# (34116) 2000 PW26
2000 PW26 (asteroide 34116) é um asteroide da cintura principal. Possui uma excentricidade de 0.02519080 e uma inclinação de 10.98328º.
Este asteroide foi descoberto no dia 5 de agosto de 2000 por NEAT em Haleakala.